# Kamerlengoborgen
Kamerlengoborgen (kroatiska: Gradina Kamerlengo eller Kaštel Kamerlengo, italienska: Castello del Camerlengo), i folkmun kallad Kamerlengo, är en kulturminnesskyddad borg i Trogir i Kroatien. Den tillkom under den venetianska administrationen och uppfördes ursprungligen åren 1420–1437. Den har därefter om- och tillbyggts. 
Borgen är belägen i den av Unesco världsarvslistade historiska stadskärnans sydvästra hörn. Den är idag en av Trogirs turistattraktioner och används under sommarmånaderna som arena för konserter och filmvisning.   

## Etymologi
I de tidigaste kända dokumenten som berör uppförandet av Kamerlengoborgen kallas den för "fortilicio" (lilla fortet) eller "arx" (citadellet). Borgens nuvarande namn tillkom först senare och har sitt ursprung från den venetianska titeln "camerlengo" (kammarherre). Av dokument från slutet av 1700-talet framkommer att kammarherrarna hade bostäder i den norra delen av borgen. Dessa bostäder finns ej mera men en hypotes är att namnet för denna tjänsteinrättning överförts på borgen.